# Shaynah
Shaynah, voorheen Lady Shayah, artiestennaam van Shanice Redan (Curaçao, 1994), is een Surinaams-Nederlands zangeres en songwriter. Ze won de Suritalentshow van 2009 en vertegenwoordigde Suriname tijdens songfestivals in Frans-Guyana en Guadeloupe. In 2014 song ze met Elvin Pool het winnende lied tijdens SuriPop.
Daarna vertrok ze naar Rotterdam. Eind 2014 won ze de Music Matters Award en werd ze uitgeroepen tot muziekambassadeur van Rotterdam. Tussen 2019 en 2020 nam ze deel aan The voice of Holland en bereikte ze de Knockouts.

## Biografie

### Kinderjaren
Shanice D. Redan werd in 1994 op Curaçao geboren en heeft een Surinaamse moeder en Antilliaanse vader. Zowel haar ouders als meerdere ooms, tantes en grootouders zijn muzikaal. Haar moeder Helianthe Redan zong in 1984 en 1986 tijdens SuriPop liedjes die bekroond werden met de tweede en eerste prijs. Toen ze drie jaar oud was verhuisde ze met haar moeder naar Suriname. Twee jaar later verhuisden ze naar Nederland en na haar basisschool keerden ze terug naar Suriname.
Vanaf haar vijfde kreeg Shanice pianoles en, nog steeds een kind, leerde ze gitaar spelen en schreef ze haar eerste liedjes. Toen ze acht jaar oud was zong ze voor het eerst solo voor een gospelkoor met 800 leden.

### Talentenjachten
In 2009 won ze de Suritalentshow en mocht ze haar debuutsingle opnemen, getiteld The distance between us. Het jaar erop deed ze opnieuw mee en daarnaast vertegenwoordigde ze Suriname op songfestivals in Frans-Guyana en Guadeloupe. In 2011 zong ze in de gospelgroep Blessed and Highly Favoured en in hetzelfde jaar voerde ze What goes around... comes around op tijdens het gala van de I-WRITE Movie Awards in de Anthony Nesty Sporthal.
In 2012 ging ze een duet aan met Elvin Pool tijdens SuriPop. Ze zongen het lied Koloku dat was geschreven door Sergio Emanuelson en gearrangeerd door Ornyl Malone Het lied werd uitgeroepen tot de winnende inzending van het festival. In 2014 was ze vervolgens een van de artiesten van de SuriToppers die voor een reeks shows door Nederland tourden.
In haar jonge jaren zong ze onder de naam Laday Shaynah. Later ging ze verder als Shaynah.

### Conservatorium, muziekambassadeur Rotterdam
Na een aanvankelijke start aan het conservatorium van Suriname maakte ze in 2014 een doorstart aan het conservatorium van Rotterdam, Codarts. Aan het eind van dat jaar won ze de Rotterdamse Music Matters Award met een prijzengeld van 10.000 euro en de verkiezing tot muziekambassadeur van Rotterdam 2015. In het erop volgende jaar bracht ze haar ep Dare uit. Door NPO Radio 6 werd ze uitgeroepen tot Soul & Jazz Talent.
In 2016  trad ze op tijdens het North Sea Jazz Festival. Daarnaast trad ze onder meer op tijdens eerbetoonconcerten aan Max Nijman in Purmerend (2016) en aan Henry Ceder in Hoofddorp (2017). In 2018 bezocht ze haar eigen land voor een concert tijdens de International Jazz Day in Paramaribo. Haar studie aan Codarts voltooide ze in 2018 in het hoofdvak zang.

### The Voice of Holland
Eind 2019 begon haar deelname aan The voice of Holland. Ze maakte veel indruk tijdens haar auditie en overleefde vervolgens de Blind Auditions en daarna ook The Battles. Vervolgens strandde ze in mei 2020 tijdens de Knockouts.

### Vervolg
In 2018 kwam ze terug met een nieuw geluid met het nummer Over, als eerste single van haar album Chapter 22. Het is een persoonlijke album waarin ze haar verhaal verteld in drie ep's; Puzzled, Wasted & Naked, met verhalen van een jonge vrouw die zichzelf leert kennen. Daarnaast begon ze met het schrijven van eigen muziek. Ook produceert ze voor andere artiesten, componeerde ze muziek voor theater en musicals, en acteerde ze in verschillende toneelstukken. Voor het Open Stage op het North Sea Jazz Festival van 2024 was ze voor de derde keer op rij gastheer.
Op Fair Play, haar eerste single van haar derde ep Naked, zingt de Grammy-winnaar Jackie's Boy mee. Het nummer werd uitgebracht op 2 juni 2024, gevolgd door een akoestische versie met singer-songwriter MacKenzie. De tweede single Let That Go met Tiffany Gouché werd uitgebracht op 6 oktober en werd meer dan een miljoen maal gestreamd op Spotify. Het derde en laatste deel van haar album, Naked, werd uitgebracht in september. Haar single Done werd eind april 2025 via het Amerikaanse Humble Sound Records uitgebracht en bereikte de Next Wave Soul playlist.